# أولاد النبي محمد
أولاد سيدنا محمد صلى الله عليه وسلم هم أبناء سيدنا محمد واولاده السبعة، الرأي الشائع هو أن جميعهم ولدوا لزوجة سيدنا محمد صلى الله عليه وسلم الأولى خديجة بنت خويلد رضي الله عنها، باستثناء ابن واحد اسمه إبراهيم، الذي ولد من زوجته ماريا القبطية.

## الأولاد

### القائمة
حسب المشهور والمتفق عليه بين أهل السنة والجماعة والشيعة، فأولاد النبي الذكور ثلاثة، وبناته أربع، كلهم من خديجة بنت خويلد إلا إبراهيم فأمه مارية القبطية. وهم:
| الاسم             | الميلاد    | الوفاة                      | السيرة | التخطيط |
| ----------------- | ---------- | --------------------------- | --- | ------- |
| القاسم بن محمد    | قبل البعثة | تُوفي قبل الهجرة، وقيل بعدها | أمه خديجة بنت خويلد. وُلد القاسم في مكة، وكان النبي بهِ يُكنى. وتُوفي صغيرًا، ورُوي عن مجاهد أنه بقي سبعة ليال وبعدها توفي، وذكر ابن الأثير أبو السعادات أنه عاش سنتين، وقال ابن فارس وغيره أنه عاش حتى بلغ سن ركوب الدابة. ذكر جمع من العلماء على أنه توفي قبل البعثة، قال أبو نعيم الأصبهاني: «وَأَكْثَرُ النَّاسِ عَلَى أَنَّ مَوْتَهُ كَانَ قَبْلَ الدَّعْوَةِ»، كما وردت روايات أخرى تدل أنه تُوفي بعد البعثة. |         |
| عبد الله بن محمد  | بعد البعثة | بعد البعثة                  | أمه خديجة بنت خويلد. يُلقب بـ«الطيّب والطاهر» حسب أغلب المصادر وذلك لأنه ولد بعد النبوة، وقيل إن الطيب الطاهر غير عبد الله على خلاف، وقد وُلد بعد البعثة، ومات صغيرًا. روى الشيخ الكليني في «الكافي» عن الإمام محمد الباقر أنه لما تُوفي الطاهر بن النبي، بكت أمه خديجة فنهاها النبي عن البكاء، وقال لها: «أما ترضين أن تجديه قائما على باب الجنة فإذا أراك أخذ بيدك فأدخلك الجنة أطهرها مكانا وأطيبها؟»، فقالت: وإن ذلك كذلك؟ فقال النبي: «الله أعز وأكرم من أن يسلب عبدا ثمرة فؤاده فيصبر ويحتسب ويحمد الله عز وجل ثم يعذبه»(1). |         |
| إبراهيم بن محمد   | 8 هـ       | 10 هـ                       | أمه مارية القبطية. |         |
| زينب بنت محمد     | قبل البعثة | 8 هـ                        | أمها خديجة بنت خويلد. |         |
| رقية بنت محمد     | قبل البعثة | 2 هـ                        | أمها خديجة بنت خويلد. |         |
| أم كلثوم بنت محمد | قبل البعثة | 9 هـ                        | أمها خديجة بنت خويلد. |         |
| فاطمة الزهراء     | بعد البعثة | 11 هـ                       | أمها خديجة بنت خويلد. |         |

## من وجهة النظر الشيعية
تذكر بعض المصادر الشيعية أن زينب ورقية وأم كلثوم تبناهم محمد بعد وفاة والدتهم هالة أخت خديجة، وفقًا لعباس يرى بعض الشيعة أن فاطمة هي الابنة الوحيدة لمحمد بينما يقتصر هذا الاعتقاد على المذهب الشيعي الاثني عشري فقط ويذكر أن هذا الاعتقاد منتشر بين شيعة جنوب آسيا.

## ذرية النبي محمد
مات جميع أبناء محمد في طفولتهم، وكانت وفاتهم المبكرة، مضارة بمنظومة الخلافة القائم على الوراثة أسوة بالأنبياء السابقين وفقًا لفريدمان وماكليموند، ويكتب مادلونغ أن ذريتهم ورثة النبوة والملك منهم، كما جاء في القرآن وهو الأمر الذي يتم عن طريق الاختيار الإلهي وليس من قبل المؤمنين.
أما بنات محمد صلى الله عليه وسلم فقد وصلن إلى سن البلوغ ولكنهن جميعاً مُتْنَ صغيرات نسبياً. فتزوجت فاطمة من علي بن أبي طالب، وتزوجت رقية وأم كلثوم من عثمان الواحد تلو الآخرى، وتزوجت زينب من أبي العاص بن الربيع، فبقيت أم كلثوم بلا أطفال، وأنجبت رقية ولدا هو عبد الله ولكنه توفي وهو في السادسة من عمره،  وأنجبت زينب ابنًا عليًا (توفي أيضًا في طفولته) وبنتًا أمامة، تزوجها علي بن أبي طالب بعد وفاة فاطمة، وأنجبت فاطمة ولدين الحسن والحسين، ومن خلالها انتشرت ذرية محمد في جميع أنحاء العالم الإسلامي.
ويُمنح أحفاد فاطمة ألقابًا شرفية مثل سيد ( ت.ح. 'lord, sir' ) أو sharif ( ت.ح. 'noble' )، ويحظون بالاحترام في المجتمع المسلم، وينظر المسلمون إلى موقف محمد ومعاملته تجاه أبنائه، المنصوص عليها في أدب الحديث، على أنها نموذج يحتذى به.

## هوامش
- «1»: ضعف محمد باقر المجلسي هذه الرواية،[24] ونص الرواية كاملًا كما في الكافي: «عن أبي جعفر (عليه السلام) قال: لما توفي طاهر ابن رسول الله (صلى الله عليه وآله) نهى رسول الله خديجة عن البكاء، فقالت: بلى يا رسول الله ولكن درت عليه الدريرة فبكيت، فقال: أما ترضين أن تجديه قائما على باب الجنة فإذا أراك أخذ بيدك فأدخلك الجنة أطهرها مكانا وأطيبها؟ قالت: وإن ذلك كذلك؟ قال: الله أعز وأكرم من أن يسلب عبدا ثمرة فؤاده فيصبر ويحتسب ويحمد الله عز وجل ثم يعذبه».[10]

## الفهرس
- Abbas، Hassan (2021). The Prophet's Heir: The Life of Ali ibn Abi Talib. Yale University Press. ISBN:9780300252057.
- Madelung، Wilferd (1997). The Succession to Muhammad: A Study of the Early Caliphate. Cambridge University Press. ISBN:0-521-64696-0.
- Jafri، S.H.M (1979). Origins and Early Development of Shia Islam. London: Longman.
- Hazleton، Lesley (2013). The First Muslim: The Story of Muhammad. Atlantic Books Ltd. ISBN:9781782392316.
- Buehler، Arthur F. (2014). "FATIMA (d. 632)". في Fitzpatrick، Coeli؛ Walker، Adam Hani (المحررون). Muhammad in History, Thought, and Culture: An Encyclopaedia of the Prophet of God. ABC-CLIO. ص. 182–7. ISBN:9781610691772.
- Fedele، Valentina (2018). "FATIMA (605/15-632 CE)". في de-Gaia، Susan (المحرر). Encyclopedia of Women in World Religions. ABC-CLIO. ص. 56. ISBN:9781440848506. مؤرشف من الأصل في 2023-07-18.
- Khetia، Vinay (2013). Fatima as a Motif of Contention and Suffering in Islamic Sources (Thesis). Concordia University. مؤرشف من الأصل في 2023-03-26.
- Haykal، Muḥammad Ḥusayn (1933). al-Fārūqī, Ismaʻīl Rājī (المحرر). The Life of Muhammad (ط. 1994 revision of 1976 English translation). Islamic Book Trust. ص. 76, 77. ISBN:9789839154177.
- Gwynne، Paul (2013). Buddha, Jesus and Muhammad: A Comparative Study. John Wiley & Sons. ISBN:9781118465493.
- Smith، Bonnie G.، المحرر (2008). The Oxford Encyclopedia of Women in World History: 4 Volume Set. دار نشر جامعة أكسفورد. ISBN:9780195148909.
- Freedman، David Noel؛ McClymond، Michael (2000). The Rivers of Paradise: Moses, Buddha, Confucius, Jesus, and Muhammad as Religious Founders. William B. Eerdmans Publishing Company. ISBN:9780802829573.
- Yust، Karen-Marie، المحرر (2006). Nurturing Child and Adolescent Spirituality: Perspectives from the World's Religious Traditions. رومان آند ليتل فيلد  [لغات أخرى]‏. ISBN:9780742544635.{{استشهاد بكتاب}}:  صيانة الاستشهاد: علامات ترقيم زائدة (link)
- Morimoto، Kazuo، المحرر (2012). Sayyids and Sharifs in Muslim societies: The living links to the prophet (ط. Illustrated). روتليدج (دار نشر). ISBN:9780415519175.
- Hughes، Thomas Patrick (1885). Dictionary of Islam. W. H. Allen  [لغات أخرى]‏.{{استشهاد بكتاب}}:  صيانة الاستشهاد: علامات ترقيم زائدة (link)
- Ibn Warraq (2000). The Quest for the Historical Muhammad. Prometheus Books. ISBN:9781573927871.
- Q. Ahmed, Asad (2011). The Religious Elite of the Early Islamic Ḥijāz: Five Prosopographical Case Studies (بالإنجليزية) (Illustrated ed.). Occasional Publications UPR. ISBN:978-1900934138. Archived from the original on 2023-05-02. Retrieved 2021-12-07.
- Haylamaz, Resit (2007). Khadija: The First Muslim and the Wife of the Prophet Muhammad (بالإنجليزية). Tughra Books. ISBN:9781597841214. Archived from the original on 2022-05-31.{{استشهاد بكتاب}}:  صيانة الاستشهاد: التاريخ والسنة (link)
- Akbar، Syed (2006). Reliving Karbala : Martyrdom in South Asian Memory: Martyrdom in South Asian Memory. United States: Oxford University Press. ISBN:9780199706624. مؤرشف من الأصل في 2023-03-26.
- Soufi، Denise Louise (1997). The Image of Fatima in Classical Muslim Thought (PhD thesis). Princeton University. بروكويست 304390529. مؤرشف من الأصل في 2023-03-26. {{استشهاد بأطروحة}}: templatestyles stripmarker في |المعرف= في مكان 1 (مساعدة)